# FC Valga Warrior
El FC Valga Warrior es un club de fútbol de Estonia, de la ciudad de Valga. Fue fundado en 1997 y juega en la Tercera División de Estonia.

## Historia
Fue fundado en 1997 como FC Valga, cambiando de denominación en 2006. En 2003 debutó en la Meistriliiga, categoría en la que permaneció cuatro temporadas consecutivas. En 2006 descendió nuevamente a la Esiliiga.

## Uniforme
- Uniforme titular: Camiseta negra, pantalón negro, medias negras.